# Remo Sammartino
Remo Sammartino (Agnone, 22 novembre 1913 – Agnone, 14 giugno 2006) è stato un politico e avvocato italiano.

## Biografia
Fratello di Sergio Sammartino, è stato più volte parlamentare: deputato e senatore nelle file della Democrazia Cristiana e sottosegretario di Stato per i trasporti e l'aviazione civile nel Governo Rumor I.